# Біллі Міллс
Біллі Міллс  (англ. Billy Mills, 30 червня 1938) — американський легкоатлет, олімпійський чемпіон.

## Виступи на Олімпіадах
| Олімпіада  | Дисципліна           | Місце |
| ---------- | -------------------- | ----- |
| Токіо 1964 | біг на 10 000 метрів | 1     |
| Токіо 1964 | марафонський біг     | 14    |